# Concrete kunst
Concrete kunst is een aanduiding die in 1930 geïntroduceerd werd door Theo van Doesburg voor abstracte kunst die universeel duidelijk moest zijn en het product moest zijn van de bewuste, rationele geest van een kunstenaar. De wortels van de concrete kunst liggen in het constructivisme, suprematisme, neoplasticisme en elementarisme. In de praktijk is concrete kunst synoniem geworden voor abstract geometrische kunst. Door sommige kunstkenners wordt deze kunststroming wel concretivisme genoemd.

## Ontstaan en ontwikkeling
In 1929 nam Van Doesburg het initiatief voor het kunstcollectief Groupement 6,6 en schreef hij in 1930 het manifest Art Concret waarin hij de uitgangspunten voor zijn definitie van concrete kunst verwoordde. Het kunstcollectief werd vanaf dat moment ook bekend onder de naam Art Concret. Het kunstcollectief werd echter al in 1931 opgeheven en ging op in de nieuwe groep Abstraction-Création. Kort daarna overleed Van Doesburg, maar de concrete kunst kreeg ondanks dat een aanzienlijke betekenis. Een belangrijke rol daarin werd gespeeld door Max Bill, een Zwitserse architect, kunstenaar en ontwerper, die in 1944 in Bazel de eerste internationale tentoonstelling van concrete kunst organiseerde. Bill wilde kleur, ruimte, licht en beweging herleiden tot middelen om zuiver geestelijke creatieve concepties te concretiseren en te visualiseren. In zijn beleving moest kunst de vorm geworden gedachte zijn en aangezien het denken in die periode zijns inziens mathematisch was, moest dit ook zichtbaar worden in de kunst. In 1945 werd in Galerie René Drouin in Parijs de "Art Concret" expositie georganiseerd met onder andere werk van Jean Arp, César Domela, Auguste Herbin, Piet Mondriaan en Theo van Doesburg. Aan het eind van de jaren veertig en in de jaren vijftig kreeg concrete kunst internationaal steeds meer aanhangers, ook buiten Europa. In 1947 werd door Bill een uitgebreide toelichting gegeven op het begrip concrete kunst in zijn Präzisierungen zur konkreten Gestaltung. In dit artikel zet hij concrete kunst nadrukkelijk naast abstracte kunst, benamingen die tot dat moment door met name kunsthistorici als synoniemen gebruikt worden. Bill bestrijdt in dit artikel de geschiktheid van het begrip Abstracte kunst om de ontwikkeling van kunst op dat moment te beschrijven. In 1960 organiseerde Bill opnieuw een belangrijke tentoonstelling: "Concrete Art: Fifty Years of Development" (Zürich, Zwitserland).

## Kenmerken
De uitgangspunten en belangrijkste kenmerken van concrete kunst werden als volgt verwoord in het manifest van Van Doesburg:
1. Kunst is universeel.
2. Het kunstwerk moet volledig worden bedacht en in gedachten worden gevormd voordat het wordt uitgevoerd. Het mag niets van de formele eigenschappen van de natuur of van sensualiteit of sentimentaliteit krijgen. Wij willen lyriek, dramatiek, symboliek, enzovoorts weren.
3. Het schilderij moet volledig worden opgebouwd uit zuiver beeldende elementen, dat wil zeggen vlakken en kleuren. Een beeldelement heeft geen andere betekenis dan 'zichzelf' en derhalve heeft het schilderij geen andere betekenis dan 'zichzelf'.
4. De opbouw van het schilderij, alsook de elementen daarvan, dienen eenvoudig en visueel beheersbaar te zijn.
5. De techniek dient mechanisch te zijn, dat wil zeggen exact, anti-impressionistisch.
6. Streef naar absolute duidelijkheid.

Als synoniem voor geometrische abstractie, zowel in de schilderkunst als in de beeldhouwkunst, staat concrete kunst voor werken met een nadruk op echte materialen en echte ruimte, en een voorliefde voor rasters, geometrische vormen en gladde oppervlakken. Vaak liggen hier wetenschappelijke concepten of wiskundige formules aan ten grondslag. Praktisch gezien is er dan ook een grote overeenkomst tussen concrete kunst en het constructivisme, zodat deze benamingen vaak door elkaar gebruikt worden.

## Hedendaagse concrete kunst in Nederland
Belangrijke naoorlogse Nederlandse concrete kunstenaars waren onder andere Henk Ples, Bob Bonies, Peter Struycken en Ad Dekkers. Zij werden de pioniers van een nieuwe, rationeel denkende generatie kunstenaars die zich rond 1960, na de expressionistische periode van Cobra, manifesteerde. In Gorinchem was eind jaren zestig rond Dekkers een kleine hechte kern van abstract geometrisch werkende kunstenaars ontstaan, waaronder Ad de Keijzer, Marinus Boezem en Ewerdt Hilgemann. Deze groep wilde, naar Deens voorbeeld, alle bedrijven uit de stad en streek betrekken bij een kunstmanifestatie in Gorinchem. Uit dit idee ontstond uiteindelijk Symposion 1974, met zestien Nederlandse en buitenlandse deelnemers. Het succes van 1974 was de opmaat naar een volgende editie die uiteindelijk pas in 2005 georganiseerd werd. Tijdens Symposion 2005 werden 450 kunstwerken van 100 kunstenaars getoond. Deze tentoonstelling was verspreid over 16 locaties en werd door circa 80.000 bezoekers gezien. Het thema voor de derde editie, Symposion 2015, was "De Twaalf Provinciën". Uit iedere provincie werden een tiental abstract geometrisch of constructivistisch werkende kunstenaars geselecteerd, daarnaast werden ruim vijftig kunstenaars geselecteerd die een relatie hadden met de voorgaande Symposion-edities. In totaal waren er tijdens Symposion 2015 meer dan 400 kunstwerken te zien
In 2010 werd in Museum Van Lien in Fijnaart de tentoonstelling Breedbeeld 50 jaar geometrische kunst georganiseerd. Tijdens deze tentoonstelling werd onder andere werk getoond van Jan Schoonhoven, Joost Baljeu, Bob Bonies, Henk Crouwel, Roland de Jong Orlando, Ger de Joode, Haringa + Olijve en vele anderen. In 2013 werd in Pulchri Studio in Den Haag de tentoonstelling <East+West> georganiseerd, een initiatief van de Haagse beeldend kunstenaar en architect André van Lier, de schilder Piet van Zon en beeldend kunstenaar Roland de Jong Orlando. Zij wilden een tijdelijk internationaal platform bieden aan deze stroming en laten zien hoe springlevend de concrete kunst nog altijd is in Nederland. Tijdens deze tentoonstelling werden zo'n zestig kunstwerken getoond van ruim twintig Nederlandse en buitenlandse kunstenaars, waaronder naast het werk van de organisatoren ook werk van Henk Crouwel, Marus van der Made en Simon Oud. De deelnemerslijsten van de hiervoor genoemde tentoonstellingen laten zien dat ook aan het begin van de 21e eeuw vele hedendaagse beeldende kunstenaars schatplichtig zijn aan het oorspronkelijke gedachtegoed van Van Doesburg. In 2014 werd in Zoetermeer de tentoonstelling CONCREET NU georganiseerd door Terra Art Projects met als curator Hannie van der Made.
In 2007 richtten Iemke van Dijk en Guido Winkler in Leiden "IS-projects" op. Het doel van het project was een internationaal netwerk zichtbaar te maken van kunstenaars die werkzaam zijn op het gebied van de concrete kunst, tentoonstellingen te organiseren en het interculturele discours over het onderwerp van de non-objective kunst te bevorderen. Jan Maarten Voskuil, een van de deelnemende kunstenaars, legt uit: "In een concreet kunstwerk bestaat er geen buitenwereld. Het is wat het is."
Samen met galeries en musea zoals "Sydney Non Objective" (Australië), "Paris Concret" (Frankrijk) en het kunstenaarsinitiatief "Kyiv Non Objective" in Kiev organiseerden zij tentoonstellingen over onderwerpen als de betekenis van kleur (2008, The Speed of Colour), de verschillende perspectieven van kunstenaars op het schilderij (2010, Schnittstellen, Leiden) alsmede over het concrete kunst als genre binnen de beeldende kunst (2015, Therely Bare (Redux)).
De tentoonstelling "Icons/Shift" van IS-Projects samen met het kunstenaarsinitiatief "Kyiv Non Objective" in Kiev in het Boelgakov Museum in 2018 illustreerde hoe moderne concrete kunst zich in Nederland kan ontwikkelen, weg van pure tweedimensionale schilderkunst naar objecten die de ruimte vormgeven en de toeschouwer een verscheidenheid aan percepties toestaan: "Het standpunt van de beschouwer doet ertoe." (In het origineel: "The viewer's standpoint matters.")
In totaal heeft IS-Projects in de tien jaar van zijn bestaan meer dan dertig tentoonstellingen op verschillende locaties en met verschillende samenwerkingsverbanden gehad, waarmee meer dan 180.000 bezoekers zijn bereikt.
2020 is IS-Projects opgegaan in de Stichting "EST art foundation", die in Leiden gevestigd is. Deze stichting heeft als doel het stimuleren en onderzoeken van nieuwe ontwikkelingen binnen de concrete kunst. De eerste tentoonstelling van EST was tijdens de Kunstroute Leiden in 2020 te zien met de titel "Transmissie".

## Musea en kunstgalerieën
Concrete kunst is te vinden in de collecties van alle grote nationale en internationale musea, in Nederland onder andere in het Stedelijk Museum Amsterdam, het Gemeentemuseum Den Haag, het Van Abbemuseum Eindhoven, het Kröller-Müller Museum in Otterloo en het Gorcums Museum in Gorinchem. Verder zijn er in concrete en constructivistische kunst gespecialiseerde musea zoals het Museum für Konkrete Kunst in Ingolstadt, Duitsland, en het Museum Haus Konstruktiv in Zürich, Zwitserland. Bekende Nederlandse kunstgalerieën die regelmatig werk van concrete kunstenaars exposeren zijn De Rijk/Chabot Fine Art, Den Haag, Galerie Ars Longa, Gorinchem, Galerie l'Idee, Zoetermeer (tot 1992), Galerie De Vierde Dimensie, Plasmolen (tot 2015) en Sint Joseph Galerie, Leeuwarden (tot 2010). In 2014 werd in Zoetermeer de tentoonstelling CONCREET NU georganiseerd door Terra Art Projects, met als curator Hannie van der Made, voormalig galeriehoudster (galerie l'Idee). Met een selectie van 22 kunstenaars – drie generaties – laat zij zien dat de concrete kunst springlevend is. Toonaangevende oudere en veelbelovende jonge kunstenaars, van Joost Baljeu (1925-1992) tot Anna Barbara Kolbe (1989) tonen dat nog steeds nieuwe wegen worden gevonden om de concrete kunst vorm te geven.